# Ferdinandova výšina
Ferdinandova výšina (německy Ferdinandshöhe) je kopec s nadmořskou výškou 416 m nacházející se v Dolní Poustevně v Ústeckém kraji. Vrch náleží ke geomorfologickému celku Šluknovská pahorkatina, jejímu okrsku Šenovská pahorkatina a podokrsku Mikulášovická pahorkatina. Geologické podloží tvoří drobně až střednězrnný dvojslídý hybridní granodiorit a prokázána je silná žíla doleritu a také doleritového porfyru. Ve vrcholové části se nachází dystrická kambizem, kterou na svazích střídá kambizem modální mesobazická a při vodotečích oglejená mesobazická. Většina svahů je zalesněná smíšeným lesem, spodní části většiny svahů jsou využívány zemědělsky a od jižního po východní svah se rozkládá zástavba města Dolní Poustevna s bývalým evangelickým kostelem (Centrum setkávání) a městským hřbitovem se hřbitovní kaplí. Vrch náleží k povodí Sebnice a úmoří Severního moře. Sedlem mezi Ferdinandovou výšinou a Spáleným vrchem prochází modře značená turistická trasa. V sedle též stojí bývalá restaurace Čtverec. Jižně od vrcholu stála od konce 19. století výletní restaurace Ferdinandshöhe, která zanikla v poválečném období.